# Barbourinellinae
Barbourinellinae es una subfamilia de foraminíferos bentónicos de la familia Verneuilinidae, de la superfamilia Verneuilinoidea, del suborden Verneuilinina y del orden Lituolida. Su rango cronoestratigráfico abarca desde el Cretácico superior hasta la Actualidad.

## Discusión
Clasificaciones previas incluían Barbourinellinae en el suborden Textulariina del orden Textulariida, o en el orden Lituolida sin diferenciar el suborden Verneuilinina.

## Clasificación
Barbourinellinae incluye a los siguientes géneros:
- Barbourinella
- Bermudezina †
- Heterostomella †

Otro género considerado en Barbourinellinae es:
- Barbourina, aceptado como Barbourinella